# Budhana
Budhana is een nagar panchayat (plaats) in het district Muzaffarnagar van de Indiase staat Uttar Pradesh. 

## Demografie
Volgens de Indiase volkstelling van 2001 wonen er 32.949 mensen in Budhana, waarvan 53% mannelijk en 47% vrouwelijk is. De plaats heeft een alfabetiseringsgraad van 49%. 

## Bekende inwoners van Budhana

### Geboren
- Nawazuddin Siddiqui (1974), acteur